# Edward O’Brien
Edward Thomas „Eddie” O’Brien (ur. 12 września 1914 w Somers Point, w stanie New Jersey, zm. 15 września 1976 w Essex Fells, w New Jersey) – amerykański lekkoatleta (sprinter), wicemistrz olimpijski z 1936.
Podczas igrzysk olimpijskich w 1936 w Berlinie selekcjonerzy drużyny Stanów Zjednoczonych zdecydowali, że w sztafecie 4 × 400 metrów wystąpią zawodnicy, którzy nie startowali w indywidualnym biegu na 400 metrów. Sztafeta amerykańska w składzie: Harold Cagle, Robert Young, O’Brien i Alfred Fitch zdobyła srebrny medal, za zespołem Wielkiej Brytanii, a przed |Niemcami.
O’Brien był mistrzem Stanów Zjednoczonych (AAU) w biegu na 400 metrów w 1935, a także halowym mistrzem USA (AAU) w biegu na 600 metrów w 1936 i 1937.